# Bahruz Samadov
Bahruz Samadov (* 29. dubna 1995, Baku) je ázerbajdžánský politolog, mírový aktivista a politický vězeň, doktorand Fakulty sociálních věd Univerzity Karlovy. Je znám svými kritickými texty týkajícími se konfliktu v Náhorním Karabachu.
Dne 21. srpna 2024 byl Samadov při návštěvě babičky v Baku zadržen ázerbájdžánskou Státní bezpečnostní službou. O dva dny později, 23. srpna, vyšlo najevo, že čelí obvinění z velezrady a že bude držen ve vazbě nejméně po dobu čtyř měsíců před zahájením soudu. Během detence byl údajně podroben fyzickému i psychickému násilí. Podle dostupných informací obvinění pravděpodobně souvisejí s jeho výzkumem a veřejným vystupováním ve prospěch míru na Jižním Kavkaze a s jeho účastí na setkáních s arménskými partnery v rámci občanské společnosti a akademických diskusí. Případu se věnovala celá řada významných organizací a médií, včetně IAMCR, PEN America, Mezinárodního tiskového institutu (IPI), Human Rights Watch, deníků Le Monde a La Libre či platformy GlobalVoices. Amnesty International o zadržení informovala opakovaně.
Samadov byl dne 23. června 2025 odsouzen k 15 letům vězení soudem pro závažné trestné činy v Baku. Jednání proběhlo za zavřenými dveřmi pod předsednictvím soudce Elnura Nuriyeva. Státní zástupce požadoval trest v délce 16 let. Krátce před vynesení rozsudku se Samadov pokusil o sebevraždu. Odsouzení ve vykonstruovaném procesu odsoudila Univerzita Karlova, Mezinárodní federace pro lidská práva a další neziskové organizace.